# Ibn-Tulun-Moschee

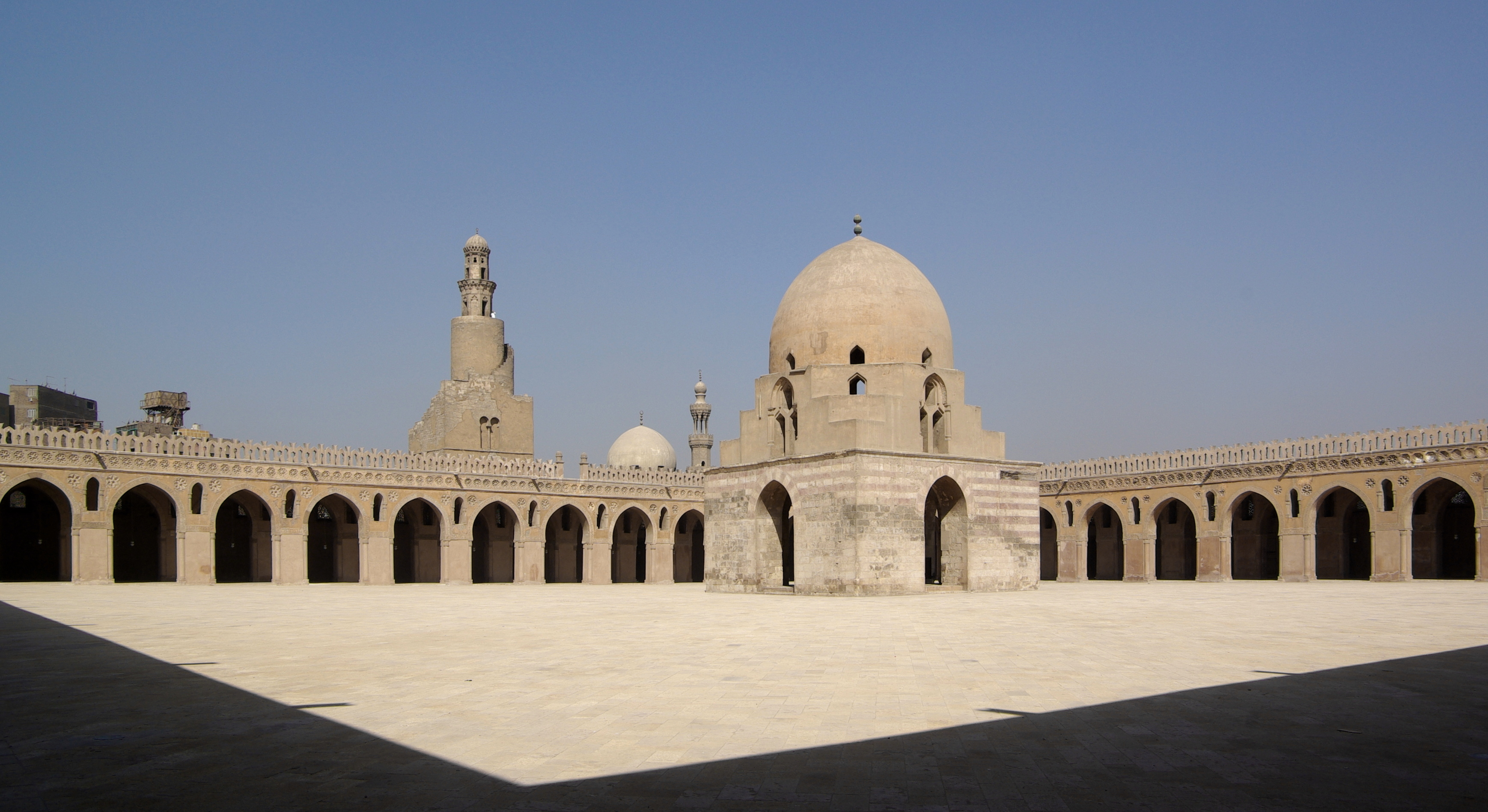
Innenhof, Brunnen und Minarett der Moschee

Die Ibn-Tulun-Moschee (arabisch مسجد ابن طولون Masdschid Ibn Tūlūn, DMG Masǧid Ibn Ṭūlūn) ist die flächengrößte Moschee Kairos und gilt als älteste in ihrer ursprünglichen Form erhaltene Moschee der Stadt. Die noch ältere Amr-Moschee wurde deutlich umgebaut.

## Baugeschichte

Aufnahme von 1929

Die Moschee wurde von 876 bis 879 unter Ahmad ibn Tulun errichtet, der als Statthalter der Abbasidenkalifen zwischen 868 und 884 unter anderem über Ägypten herrschte und das Land in eine De-facto-Unabhängigkeit führte. Der Baubeginn wurde vom ägyptischen Historiker al-Maqrizi (1364–1442) datiert, die Fertigstellung ist auf einer Inschriftenplatte an der Moschee verzeichnet.
Die Moschee wurde auf dem kleinen Gebel Yaschkur („Hügel der Danksagung“) errichtet. Eine lokale Sage behauptet, dass hier die Arche Noah nach der Sintflut aufsetzte und die erhaltenen Dächer aus ihrem Holz gebaut wurden.
Die Moschee bildete den Mittelpunkt der entstehenden Hauptstadt Ibn Tuluns, Al-Qatta'i unweit von Fustat, von der aus das Reich der von ihm begründeten Tuluniden-Dynastie regiert wurde. Die Moschee war ursprünglich neben dem Palast Ibn Tuluns gelegen, von dem eine Tür neben dem Minbar ihm den direkten Zutritt erlaubte. Al-Qatta'i wurde im frühen 10. Jahrhundert zerstört, die Moschee ist der einzige Überrest.
Die Moschee wurde im Samarra-Stil gebaut, verbunden mit einem abbasidischen Aufbau. Sie besteht aus einer den Innenhof umlaufenden, gedeckten Hallengallerie, wobei die größte Halle in Qibla-Richtung nach Mekka weist. Die ursprüngliche Moschee hatte ihren Waschungsbrunnen (Sabil) im Bereich zwischen den inneren und äußeren Wänden. Im 13. Jahrhundert ließ Sultan Ladschin zentral im Innenhof einen weiteren Sabil mit einem hohen Kuppeldach hinzufügen.

## Minarett

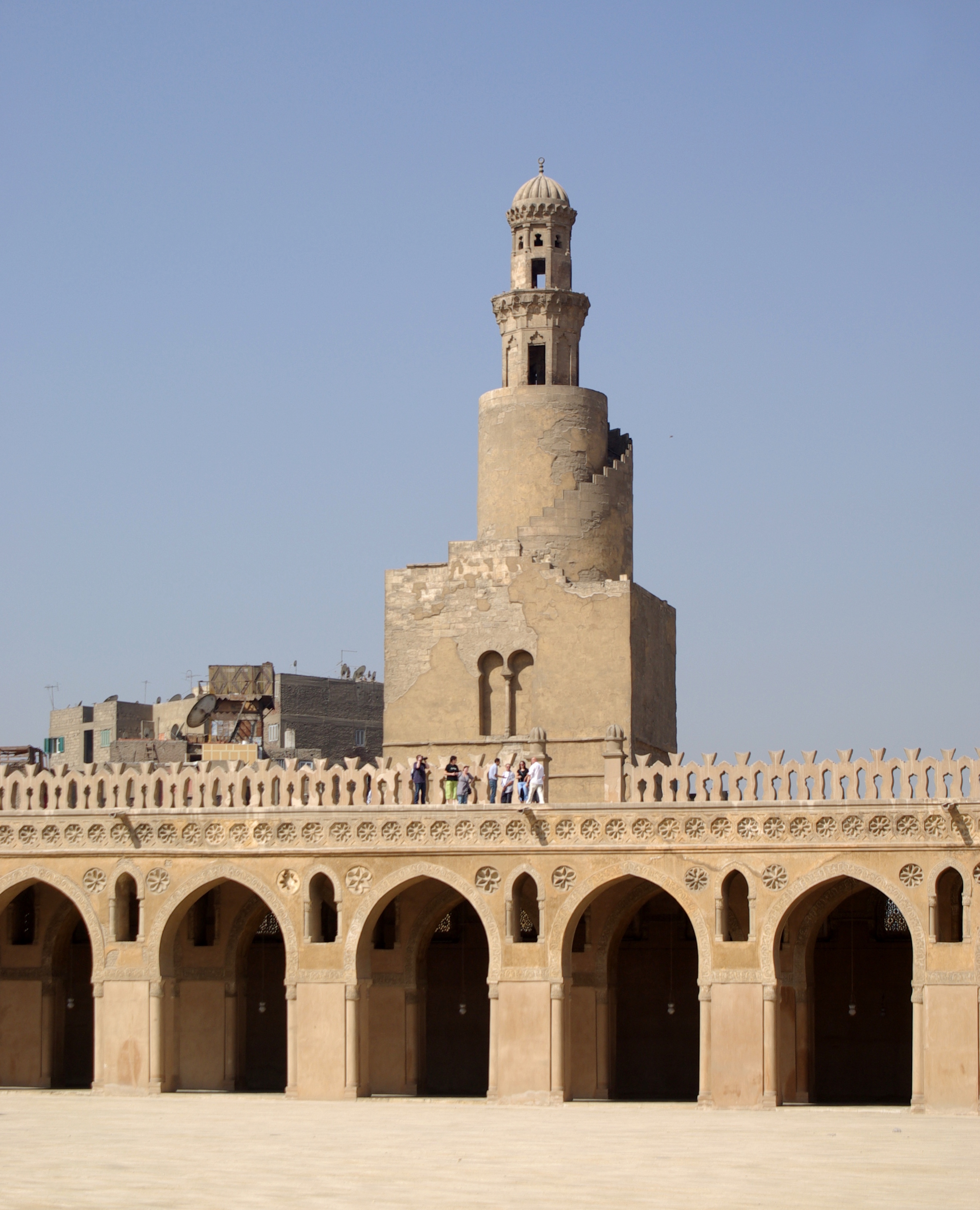
Blick in die Moschee auf das Minarett

Rekonstruiertes Konstruktionsschema der Moschee

Der Zeitpunkt der Errichtung des Minaretts ist umstritten, dessen außen liegende Treppe ist stark an das Minarett von Samarra angelehnt. Eine Sage behauptet, Ibn Tulun hätte es selbst entworfen: Beim Zusammensitzen mit seinen Beamten wickelte er geistesabwesend ein Stück Pergament um seinen Finger. Als ihn jemand fragte, was er da tue, antwortete er, in Verlegenheit gebracht, dass er sein Minarett entwerfe. Viele der architektonischen Eigenschaften deuten jedoch auf einen späteren Bau hin, insbesondere die fehlende Verbindung an den Moscheegrundriss. In der frühesten Beschreibung durch den arabischen Geographen al-Muqaddasi (945/6–1000) hat das Minarett eine außen liegende Treppe, al-Maqrizi erwähnt die Ähnlichkeit zum Minarett von Samarra. Die Architekturhistorikerin Doris Behrens-Abouseif vermutet hingegen den Sultan Ladschin, der die Moschee 1296 restaurierte, als Bauherrn des Minaretts.

## Restaurierungen
Die Moschee ist mehrfach restauriert worden. Die erste bekannte Restaurierung erfolgte 1177 im Auftrag des Fatimiden-Wesirs Badr al-Dschamali, der eine zweite Inschriftenplatte an der Moschee anbringen ließ. Darauf wird die Einheit Gottes sowie das Prophetentum Mohammeds bestätigt, aber auch das Einhalten der Schia-Version der Schahada mit der Aussage „und Ali ist der Verbündete Gottes“ gefordert. Die Restaurierung durch Sultan Ladschin von 1296 fügte einige Verbesserungen hinzu. Die letzte Restaurierung der Moschee erfolgte 2004 durch die Ägyptische Antikenbehörde.
Während des Mittelalters wurden einige Häuser direkt an der äußeren Wand der Moschee errichtet. Die meisten wurden 1928 vom Ausschuss für die Erhaltung der arabischen Denkmäler abgerissen, jedoch wurden zwei der ältesten und gut erhaltenen Patrizierhäuser stehengelassen. Das Beit Al-Kritliyya („Haus der kretischen Frau“) aus dem 17. Jahrhundert und das Beit Amna bint Salim aus dem 16. Jahrhundert waren ursprünglich zwei getrennte Gebäude, die später durch eine Brücke auf der dritten Etage verbunden wurden. Die beiden Häuser sind über den Moscheehof zugänglich und beinhalten das Gayer-Anderson-Museum. Das Museum ist nach dem britischen Major Robert Grenville („John“) Gayer-Anderson benannt, der dort bis 1942 lebte, und enthält Teile von dessen Privatsammlung.

## Sonstiges

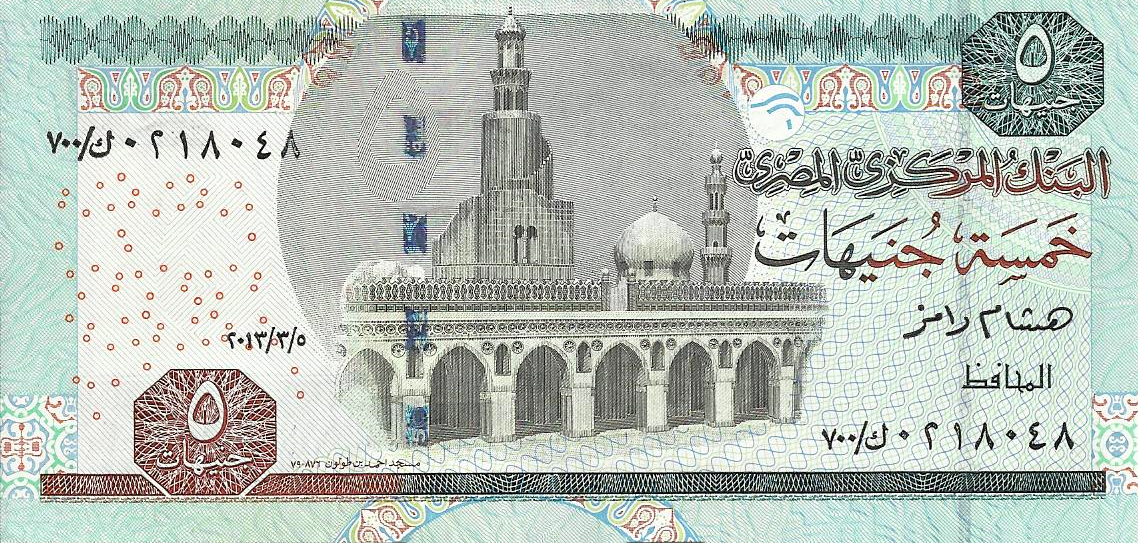
Vorderseite der ägyptischen 5-Pfund-Note mit Moschee

Die Westseite des Innenhofs der Ibn-Tulun-Moschee mit dem Minarett ist auf der Vorderseite der ägyptischen 5-Pfund-Banknote abgebildet.
Teile des James-Bond-Filmes Der Spion, der mich liebte wurden an der Ibn-Tulun-Moschee und in den Räumen des Gayer-Anderson-Museums gedreht.